# 영국방송공사
영국방송공사(英國放送公社, 영어: British Broadcasting Corporation, BBC)은 영국 런던의 공영 방송사이다.
채널은 BBC1, BBC2, BBC3, BBC4, CBBC, Ceebeebies, BBC News, BBC Parliament, BBC World로 나뉘어 있다. BBC의 주력 방영 서비스 BBC One과 BBC Two, BBC 라디오 1, 2, 3, 4 그리고 5 라이브는 아날로그 주파수로 송신하며 나머지 채널들은 디지털로 송신한다. BBC Parliament는 영국의 유일한 정치 전문 채널이다. 시사 프로그램을 텔레비전과 라디오 그리고 인터넷을 통해 전 세계에 방영한다.
BBC는 다큐멘터리로 유명하다. 과학, 역사, 사회, 물리, 지구과학, 고생물학을 주제로 한 수많은 다큐멘터리가 BBC에서 제작되었으며 다큐에서 제공하는 정보의 정확성과 풍부한 장르 및 영상들로 인해 현재 BBC 다큐는 수많은 시청자들의 인기를 누리고 있는 상태다(시청률이 50%가 넘은 경우도 무궁무진하며 대한민국의 KBS 1TV에서 방송되는 동물 다큐멘터리 프로그램인 동물의 왕국도 BBC에서 영상을 많이 참고하고 있다.).
영국에 2만 6천여 명의 직원을 고용하고 있다. 1년 예산만 해도 약 40억 파운드가 넘는다.

## 개요
- 1922년 영국 방송 유한 회사(British Broadcasting Company Ltd)로 출발하였으나, 얼마 안 돼 왕실 면허(Royal Charter)를 받고서는 1927년 국영 기업이자 독립 회사가 되었다. 현재 BBC의 대외적 사명은 "알리고, 가르치고, 즐겁게 하고"이다;[2] 모토는 "국가는 국가에게 평화를 말할 것이다."이다.

- 왕실 면허(Royal Charter)는 영국의 국왕이 내리는 일종의 설립 허가증이다. 이것으로 인해 BBC가 존재하며, BBC의 공영성 강화에 뒷받침을 해준다.

- 언론의 공정성과 중립성에 대해서는 매우 높은 평가를 받고 있다. 5년에 걸쳐 일자리 2천 개를 감축하려는 회사 측에 2013년 2월, 3월에 두 차례의 파업이 있었을 때[3][4] BBC에서 이를 뉴스속보에 내놓았다.[5][6] 그리고 BBC의 토론 프로그램에서 극우정당 당수를 초청한 것에 대해 영국 국민들이 시위를 하였던 것도 모두 보도하였다. 제2차 세계대전 당시 영국 본토 항공전으로 런던이 폭격 당하는 상황에서도 신속하고 정확한 보도를 한 바가 있으며, 1982년의 포클랜드 전쟁에서 영국군을 아군이라 부르지 않고 영국군이라고 호칭하였다.

- 일본방송협회와 마찬가지로 상업 광고를 하지 않는다.

## 수신료 징수제
BBC의 영국 국내 방송은 상업 광고가 존재하지 않으며, 수신료와 프로그램 판매만으로 수익을 얻는다. 이는 다른 국가 공영방송과 달리 프로그램 제작은 물론 자체 송출을 담당하기 때문이다. 마가렛 대처 총리가 BBC에 상업광고를 도입하려고 했으나, 경영위원회의 강력한 반발로 무산된 적이 있다.
수신료(license fees)는 2012년 기준으로 컬러 텔레비전은 연간 145.50파운드씩, 흑백 텔레비전은 연간 49파운드씩 받는다. 이 비용은 2010년 4월 1일 이후 현재까지 동결되어 있다. 수신료 지불은 각 서비스마다 별도로 하게 되며 텔레비전 (컬러 기준)은 가구당 한달 7.96파운드, 라디오는 가구당 한달 2.11파운드, 컴퓨터와 스마트폰 등을 통한 온라인 스트리밍 서비스는 가구당 한달 0.66파운드, 이외 서비스는 가구당 한달 1.40파운드를 지불해야 한다.

## 사옥

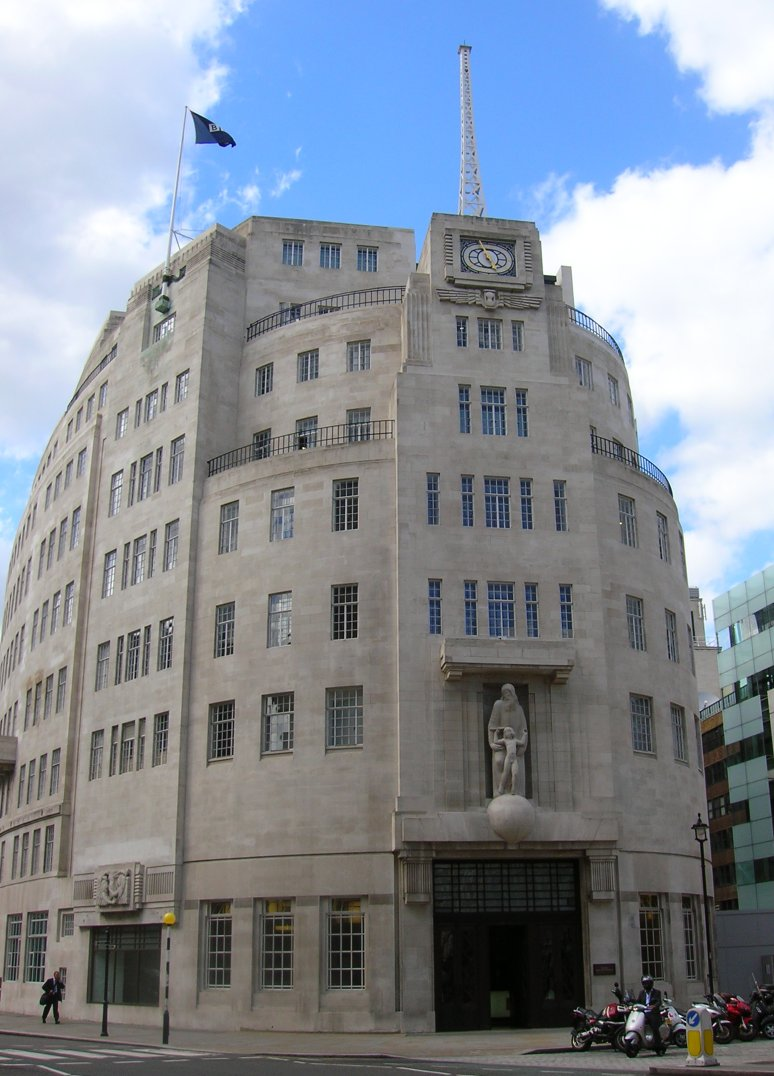
브로드캐스팅 하우스의 모습

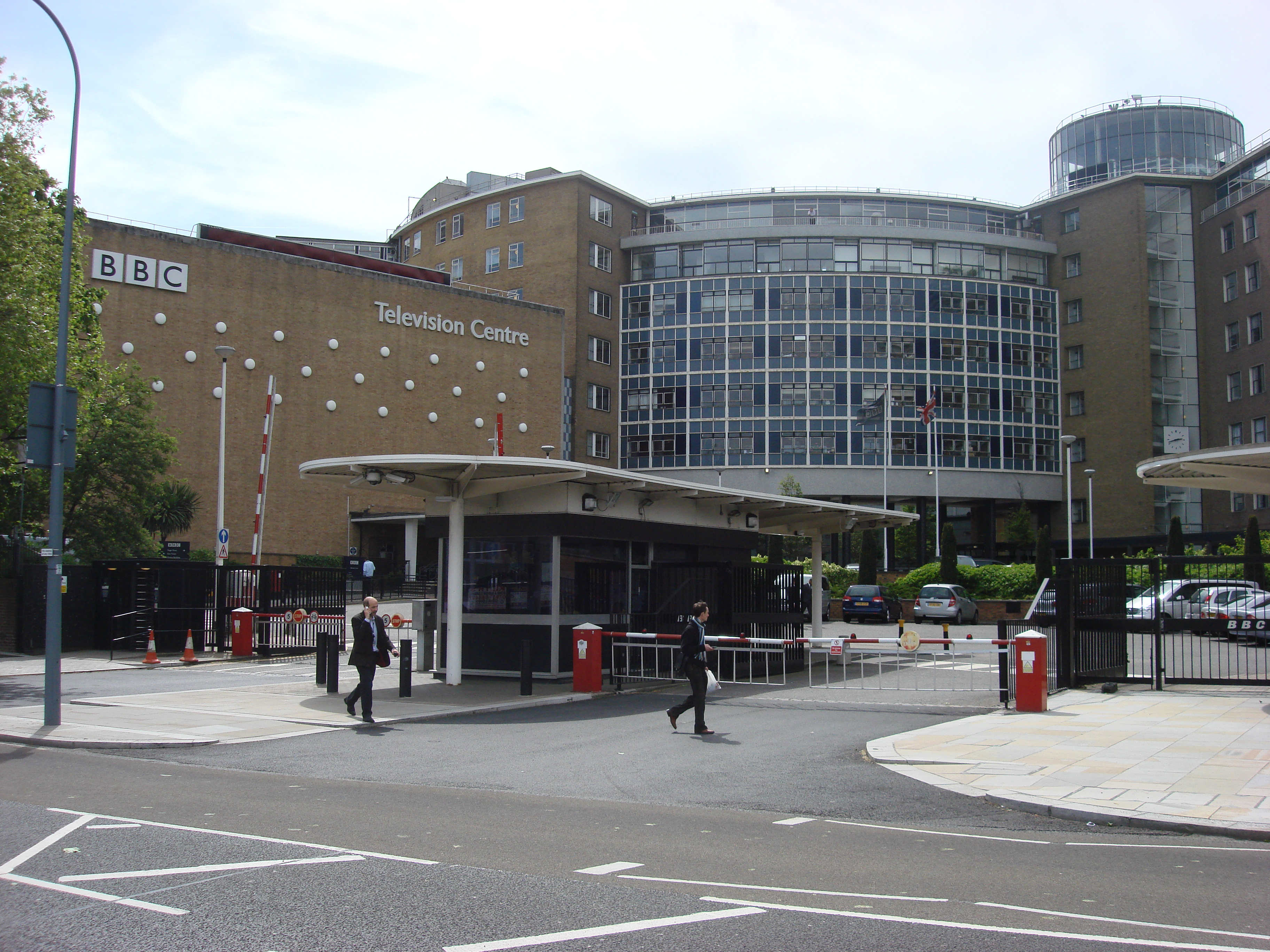
BBC 텔레비전 센터의 모습

- 브로드캐스팅 하우스 : BBC의 본사이다. 1928년 11월 21일에 시공되었으며, 1932년 3월 15일에 완공된 이후 지금까지 본사로 사용되고 있다. 오랫동안 라디오 방송국 만으로 사용해왔으나, 텔레비전 센터 등의 런던 내의 방송국 건물을 브로드캐스팅 하우스로 통폐합하게 되면서 증축되었다.

- 구 BBC 텔레비전 센터 : 1960년 6월 29일에 완공된 BBC의 별관으로, 오랫동안 BBC 텔레비전을 방송해왔으나 2013년 3월 31일에 모든 텔레비전 기능을 브로드캐스팅 하우스로 이전하고 폐쇄되었다.

## 연혁
- 1922년 11월 - 「영국 방송 회사」(British Broadcasting Company)로 방송 개시. 14일에 런던(2LO), 15일에 버밍엄(5IT), 맨체스터(2ZY)에서 차례로 개국.
- 1925년 7월 27일 - 각 지역 라디오 방송국의 전국 방송을 위한 라디오 채널 "BBC National Programme"의 방송 시작.
- 1926년 - 영국의 대대적인 총파업을 라디오를 통해 생방송.
- 1927년 1월 - 국왕의 특허장에 근거하는 공공 방송 「영국 방송 공사」(British Broadcasting Corporation)로 조직 변경.
- 1932년 3월 15일 - 현재의 BBC 본사인 브로드캐스팅 하우스 완공.
- 1932년 8월 22일 - 알렉산드라 궁전에서 첫 텔레비전 시험 방송.
- 1932년 12월 - 엠파이어 서비스(Empire Service, 현 BBC 월드 서비스) 개시.
- 1936년 11월 - 세계 두 번째의 텔레비전 방송 개시(세계 최초 텔레비전 방송 개시 국가는 프랑스).
- 1939년 9월 - 제2차 세계 대전 발발로 영국의 전시 체제 돌입하면서 "BBC National Programme", "BBC Regional Programme" 라디오 방송 중단, BBC 홈 서비스(BBC Home Service)로 통폐합. 엠파이어 서비스는 "BBC Overseas Service"로 개칭.
- 1940년 1월 7일 - "BBC Forces Programme" 라디오 방송 개국.
- 1944년 2월 27일 - "BBC Forces Programme"이 "BBC General Forces Programme"으로 개칭.
- 1945년 7월 29일 - 제2차 세계 대전 종전으로 홈 서비스의 지역 방송이 부활, "BBC General Forces Programme"가 "BBC Light Programme"으로 개칭.
- 1946년 9월 29일 - "BBC Third Programme" 라디오 방송 개국.
- 1948년 7월 29일 - 1948년 런던 하계 올림픽의 텔레비전 중계.
- 1951년 1월 1일 - 세계 최장수 라디오 드라마 The Archers 방송 시작.
- 1953년 6월 2일 - 엘리자베스 2세의 대관식을 방송. 영국 역사상 최초로 국왕의 즉위식 모습을 중계하여 약 2천만명 가량의 영국 국민들이 시청하였다.
- 1955년 5월 2일 - 첫 FM 라디오 방송 개시.
- 1958년 10월 10일 - 스포츠 중계 프로그램 그랜드스탠드 방송 시작.
- 1958년 10월 16일 - 영국 최장수 어린이 프로그램 블루 피터(Blue Peter) 방송 시작.
- 1960년 6월 29일 - BBC 텔레비전 센터 완공.
- 1963년 11월 23일 - 최장수 SF 드라마 닥터후(Doctor Who) 방송 시작.
- 1964년 4월 21일 - BBC2 개국. (625 라인 흑백) 기존의 BBC 텔레비전 서비스는 BBC1으로 개칭.
- 1965년 5월 1일 - BBC Overseas Service가 BBC 월드 서비스로 개칭.
- 1967년 7월 - BBC2에서 영국 최초의 컬러 텔레비전 방송 개시(방식은 PAL).
- 1967년 9월 30일 - BBC 라디오 채널 개편. Light Programme은 BBC 라디오 2로, Network 3 / Third Programme 채널은 BBC 라디오 3로, Home Service는 BBC 라디오 4로 개칭. BBC 라디오 1 개국.
- 1967년 10월 8일 - BBC 로컬 라디오 방송 설립을 개시.
- 1969년 11월 15일 - BBC1의 컬러 텔레비전 방송 개시.
- 1970년 9월 14일 - BBC 9시 뉴스(BBC 9 O'clock News, 현 BBC 10시 뉴스) 방송 시작.
- 1971년 1월 3일 - 오픈 유니버시티 방송 시작.
- 1973년 3월 - 문자 다중 방송 시험 개시.
- 1974년 9월 23일 - 문자 다중 방송 정식 개시.
- 1979년 1월 27일 - BBC 라디오 2, BBC 라디오 최초로 종일 방송 실시.
- 1983년 1월 17일 - 영국에서 아침 시간대의 뉴스,교양 방송 허용으로 BBC 브렉퍼스트 타임(BBC Breakfast Time) 방송 시작.
- 1985년 7월 13일 - 라이브 에이드 실황 중계으로 방송.
- 1990년 8월 27일 - BBC 라디오 2의 중파방송 중단, "BBC 라디오 5"로 개국.
- 1991년 3월 11일 - "BBC 월드 서비스 텔레비전(BBC World Service Television)" 개국. (현 BBC 월드 뉴스)
- 1992년 2월 29일 - BBC 라디오 3의 중파방송 중단.
- 1994년 3월 28일 - BBC 라디오 5가 BBC 라디오 5 라이브로 개칭.
- 1994년 7월 1일 - BBC 라디오 1의 중파방송 중단.
- 1995년 1월 16일 - "BBC 월드 서비스 텔레비전"이 "BBC 월드(BBC World)", "BBC 프라임(Prime)"이라는 두 채널로 분리.
- 1996년 6월 - BBC 라디오 1의 실시간 인터넷 방송 실시.[8]
- 1997년 11월 9일 - BBC 뉴스 24 개국.
- 1998년 9월 23일 - 세계 최초의 지상파 디지털 텔레비전 방송 개시, BBC 초이스 개국.
- 1999년 6월 1일 - 구 BBC 날리지 개국.
- 2000년 10월 16일 - BBC 9시 뉴스가 저녁 10시로 옮기고 BBC 10시 뉴스로 개칭.
- 2002년 2월 11일 - CBBC, Cbeebies 개국.
- 2002년 3월 2일 - 구 BBC 날리지 방송 종료, BBC Four 개국.
- 2003년 2월 9일 - BBC 초이스 방송 종료, BBC Three 개국.
- 2006년 5월 27일 - 고선명 텔레비전 방송 BBC HD 개국.
- 2006년 9월 1일 - 해외 채널 BBC 프라임이 BBC 엔터테인먼트로 개칭.
- 2008년 4월 21일 - "BBC 월드"가 BBC 월드 뉴스로 개칭, "BBC 뉴스 24"가 BBC 뉴스 채널로 개칭.
- 2008년 9월 19일 - MG ALBA사와의 합작으로 스코틀랜드 게일어 채널 BBC Alba 개국.
- 2010년 11월 3일 - BBC One의 HD 방송 개국.
- 2012년 7월 27일 - 2012년 런던 하계 올림픽의 텔레비전 중계.
- 2013년 3월 26일 - BBC HD의 방송 중단, BBC Two의 HD 방송 개국.
- 2013년 3월 31일 - BBC 텔레비전 센터가 폐쇄되고 TV 방송 기능을 브로드캐스팅 하우스로 이전.

## BBC의 지역방송국
| 방송국명                | 소재 시구                             | 관할구역 |
| ----------------------- | ------------------------------------- | --- |
| BBC 노스이스트 컴브리아 | 뉴캐슬어폰타인                        | 노섬벌랜드주, 타인 위어 주, 더럼주, 노스요크셔주, 티사이드, 컴브리아주 북부 및 중앙, 스코티시보더스 남부 및 동부                     |
| BBC 이스트요크셔 링컨셔 | 킹스턴어폰헐                          | 이스트라이딩오브요크셔주, 링컨셔주, 노퍽주 북부 및 서부, 케임브리지셔주 북부, 노샘프턴셔주 북부 및 동부, 노팅엄셔주 북서부           |
| BBC 이스트              | 노리치                                | 노퍽주, 서퍽주, 에식스주 북부, 케임브리지셔주, 하트퍼드셔주 중앙 및 북부 일부, 노샘프턴셔주 대부분, 베드퍼드셔주와 버킹엄셔주 일부   |
| BBC 웨스트              | 브리스틀 클리프턴                     | 브리스틀, 글로스터셔주, 서머싯주와 윌트셔주                                                                                          |
| BBC 노스웨스트          | 그레이터맨체스터주 솔퍼드 미디어 시티 | 랭커셔주, 머지사이드주, 그레이터맨체스터주, 체셔주, 더비셔주 북부, 컴브리아주 남부, 맨섬, 노스요크셔주 서부, 웨스트요크셔주 대부분   |
| BBC 이스트미들랜즈      | 노팅엄                                | 더비셔주, 레스터셔주, 노팅엄셔주, 사우스케스티븐, 러틀랜드주                                                                         |
| BBC 사우스              | 사우샘프턴                            | 버크셔주, 햄프셔주, 옥스퍼드셔주, 노샘프턴셔주, 버킹엄셔주 일부, 윌트셔 일부, 도싯주, 아일오브와이트주, 서리주 일부와 웨스트서식스주 |
| BBC 사우스이스트        | 로열턴브리지웰스                      | 이스트서식스주, 켄트주, 브라이턴 & 호브, 서리주 일부와 웨스트서식스주 일부                                                           |
| BBC 요크셔              | 리즈                                  | 요크셔 및 노스미들랜즈 |
| BBC 웨스트미들랜즈      | 버밍엄                                | 웨스트미들랜즈주, 워릭셔주, 우스터셔주, 슈롭셔주, 헤리퍼드셔주, 스태퍼드셔주, 글로스터셔주 북부 일부와 옥스퍼드셔주 서부 및 북부     |
| BBC 런던                | 런던                                  | 그레이터런던, 베드퍼드셔주, 버킹엄셔주, 하트퍼드셔주, 에식스주, 켄트주, 버크셔주, 서리주, 서식스 주, 사우스옥스퍼드셔                |
| BBC 사우스웨스트        | 플리머스                              | 데번주, 콘월주, 서머싯주 남부 및 서부, 도싯주 서부, 채널 제도                                                                        |
| BBC 스코틀랜드          | 스코틀랜드 글래스고                   | 스코틀랜드 전역 |
| BBC 웨일스              | 웨일스 카디프                         | 웨일스 전역 |
| BBC 북아일랜드          | 북아일랜드 벨파스트                   | 북아일랜드 전역 |

## 방송 서비스

### 텔레비전 방송

#### 영국 내 채널
- BBC One - 종합 채널 (HD 방송은 2010년 11월 개시)
- BBC Two - 교육, 연예 채널 (HD 방송은 2013년 3월 26일 개시)
- BBC Three - 드라마, 엔터테인먼트 채널 (2013년 12월부터 HD로도 방송, 2016년 2월 16일 인터넷 방송으로 전환했다가 2022년 2월 1일 TV 채널로 재개국)
- BBC Four - 다큐멘터리, 문화 채널 (2013년 12월부터 HD로도 방송)
- CBBC - 어린이 채널 (2013년 12월부터 HD로도 방송)
- Cbeebies - 미취학 아동 채널 (2013년 12월부터 HD로도 방송)
- BBC 뉴스 채널(옛 이름은 'BBC 뉴스 24') (2013년 12월부터 HD로도 방송)
- BBC 팔리아먼트
- BBC 초이스(2003년 방송 종료, 이후 BBC Three로 개국)
- BBC 날리지(2002년 방송 종료, 이후 BBC Four로 개국)
- BBC 2W(2009년 방송 종료)
- BBC HD - HD 채널 (영국의 경우 2013년 3월 26일 방송 종료, 이후 BBC Two HD로 변경)
- Gaelic Digital Service (또는 BBC 알바라고 부름) - 스코틀랜드 게일어 채널

#### 해외 채널
- BBC 뉴스
- BBC 아메리카
- BBC 캐나다
- BBC 키즈
- BBC 엔터테인먼트
- BBC 라이프스타일
- BBC 날리지
- BBC UKTV
- BBC 페르시안
- BBC 아랍
- BBC HD
- UKTV
- BBC 재팬
- BBC 뉴스 코리아

## 산하 예술 단체
- 관현악단
  - BBC 교향악단, BBC 콘서트 오케스트라 (런던)
  - BBC 필하모닉 (맨체스터)
  - BBC 스코틀랜드 교향악단 (스코틀랜드 글래스고)
  - BBC 웨일스 내셔널 오케스트라 (웨일스 카디프)
- 합창단
  - BBC 싱어즈
  - BBC 교향 합창단
- BBC 빅 밴드

## 프로그램 목록
- 닥터후 (1963~1989, 2005~현재)
- 호텔 바빌론 (2006~2009)
- 라이프 온 마스 (2006~2007)
- 로빈후드 (2006~2009)
- 토치우드 (2006~2009, 2011)
- 사라 제인 어드벤처 (2007~2011)
- 마법사 멀린 (2008~2012)
- 미스트리스 (2008~2010)
- 애시스 투 애시스 (2008~2010)
- 빙 휴먼 (2008~2013)
- 셜록 (2010~2017)
- 심해원정대 오르페우스호 (2010)
- 신드바드 (2012)
- 오펀 블랙 (2013~2017)
- 아틀란티스 (2013~2015)
- 삼총사 (2014~2016)
- 닥터 포스터 (2015,2017)
- 전쟁과 평화 (2016)
- 한 여름밤의 꿈 (2016)
- 언더커버 (2016)
- 클래스 (2016)
- 더 컬렉션 (2016)
- 나치 영국 지부 SS-GB (2017)

## 로고

1927년부터 1946년까지 사용한 로고.
1958년부터 1963년까지 사용한 로고.
1963년부터 1971년까지 사용한 로고.
1971년부터 1988년까지 사용한 로고.
1988년부터 1997년까지 사용한 로고.
1997년부터 2021년까지 사용한 로고.
2021년부터 현재 사용하고 있는 로고.

## 같이 보기
- BBC 월드 서비스
- BBC 월드 뉴스